# Кэтчингс, Тамика
Тамика Девонн Кэтчингс (англ. Tamika Devonne Catchings; род. 21 июля 1979 года, Стратфорд, Нью-Джерси, США) — американская профессиональная баскетболистка, выступала в женской национальной баскетбольной ассоциации за клуб «Индиана Фивер», в составе которого стала в 2012 году чемпионкой ассоциации. В 1998 году стала чемпионкой Национальной ассоциации студенческого спорта (NCAA) в составе клуба «Теннесси Леди Волантирс». Автор первого (из двух официально зарегистрированных) квинтупл-дабла в истории баскетбола, как женского, так и мужского. Член Зала славы баскетбола с 2020 года.

## Ранние годы
Тамика Кэтчингс родилась 21 июля 1979 года в боро Стратфорд, Нью-Джерси. Она с рождения страдает нарушением слуха. Сначала училась в средней школе имени Адлая Стивенсона (Линкольншир, Иллинойс), затем в средней школе Данканвилл (Данканвилл, Техас), в которых играла за местные баскетбольные команды.